# لا کندمین (دهانه)
لا کندمین یک دهانه برخوردی در ماه است.